# Интурист (футбольный клуб)
«Интурист» (укр. Інтурист) — ныне не существующий украинский футбольный клуб из Ялты. Команда принимала участие в чемпионате и Кубке Крыма, также в Кубке Украины 1992/93.

## История
Клуб принимал участие в первом после обретения независимости Украины розыгрыше чемпионата Крыма. «Интурист» тогда в 1992 году завоевал бронзовые награды первенства полуострова, команда уступила лишь сакскому «Фрунзенцу» и судакскому «Сурожу». В Кубке Крыма «Интурист» одержал победу, став вторым победителем турнира из Ялты (до этого победу одерживал лишь «Черноморец» в 1980 году). Как победитель Кубка, «Интурист» получил право участвовать в Кубке Украины 1992/93. 1 августа 1992 года команда играла в 1/64 финала на домашнем стадионе «Авангард» против «Темпа» из Шепетовки и уступила с минимальным счётом (0:1).